# Vinaigrette

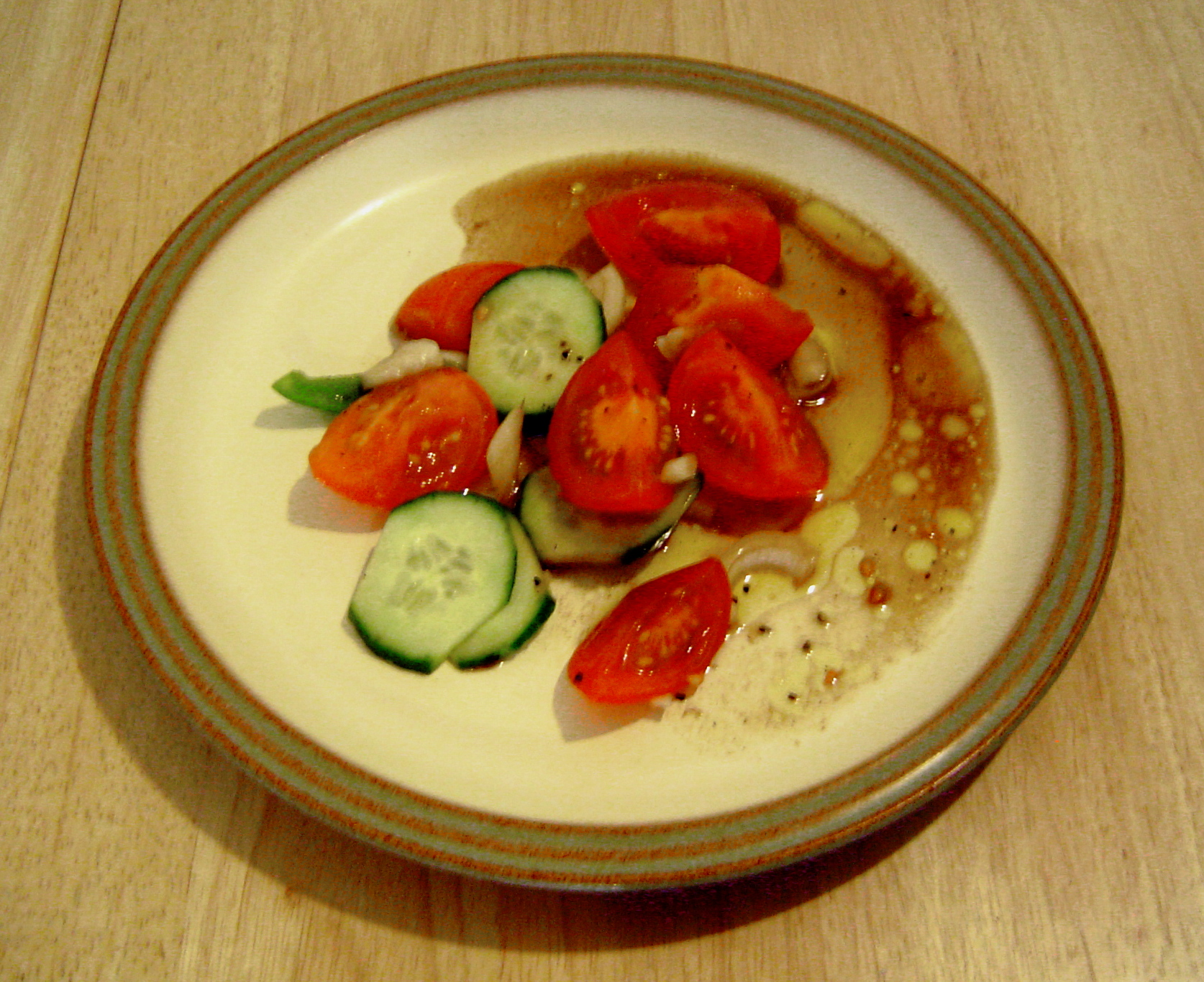
Tomaten-komkommersalade met vinaigrette

Vinaigrette is een klassieke dressing voor over sla. Het wordt gemaakt door in een verhouding van 3:1 olijfolie te mengen met wijnazijn. Vervolgens kan de vinaigrette op smaak worden gebracht met zout, peper, verse tuinkruiden, mosterd, knoflook of honing.